# Red Bay (Alabama)
Red Bay is een plaats (city) in de Amerikaanse staat Alabama, en valt bestuurlijk gezien onder Franklin County.

## Demografie
Bij de volkstelling in 2000 werd het aantal inwoners vastgesteld op 3374.
In 2006 is het aantal inwoners door het United States Census Bureau geschat op 3294, een daling van 80 (-2.4%).

## Geografie
Volgens het United States Census Bureau beslaat de plaats een oppervlakte van
25,5 km², waarvan 25,4 km² land en 0,1 km² water. Red Bay ligt op ongeveer 196 m boven zeeniveau.

## Plaatsen in de nabije omgeving
De onderstaande figuur toont de plaatsen in een straal van 32 km rond Red Bay.